# Автомагістраль А3 (Франція)
Автомагістраль A3 — французька автотраса, яка повністю розташована в департаменті Сена-Сен-Дені та обслуговує Монтрей-су-Буа, Роні-су-Буа та Бонді. Південна кінцева зупинка — це розв’язка з бульваром Пиреферік біля Порт-де-Баньоле, а північна — розв’язка з A1 біля аеропорту Ле-Бурже. А3 становить 15 км, і є частиною європейської траси E15. Коротка частина його довжини збігається з A86. Перша ділянка дороги була відкрита в 1969 році між Порт-де-Баньоле і Бонді. Після закриття A186 один відгалужуючий маршрут відгалужується від A3 — автомагістраль A103.
Спочатку планувалося, що автомагістраль A186 з’єднає A3 з A86, однак цю відгалуження так і не було завершено. Він був закритий у травні 2019 року, а до 2024 року його буде перетворено на продовження лінії 1 трамваю Іль-де-Франс.

## Автомагістраль A103
Під’єднуючись до A199, ця автомагістраль спочатку мала з’єднати автомагістраль A3 з автострадою A104 у Торсі, в результаті чого з’єднання автомагістралі A86 (північ) з автострадою A4 була маломірною, і така ситуація зберігалася до 2020 року.